# Diecezja Terni-Narni-Amelia
Diecezja Terni-Narni-Amelia – diecezja Kościoła rzymskokatolickiego we Włoszech, a dokładniej w Umbrii. Wywodzi się od diecezji Terni, której powstanie datowane jest już na I wiek. W roku 1907 została ona połączona z diecezją Narni, zaś 1983 z diecezją Amelii, dzięki czemu uzyskała swój obecny kształt terytorialny. W 1986 przeprowadzono jeszcze kosmetyczną zmianę nazwy diecezji (zamiast "diecezja Terni, Narni i Amelii" wprowadzono nazwę "diecezja Terni-Narni-Amelia"). Diecezja podlega bezpośrednio Stolicy Apostolskiej.

## Biskupi
- Vincenzo Paglia 2000-2012